# I Want to Disappear
I Want to Disappear es el quinto álbum de estudio de la banda estadounidense de pop punk The Story So Far. Fue lanzado el 21 de junio de 2024, a través de Pure Noise Records. Es el primer álbum de la banda sin el bajista Kelen Capener, quien anunció su salida en 2022.

## Antecedentes
Ben Hirschfield fue productor e ingeniero de grabación, con la ayuda de Eric Chesek, Scott Goodrich y Jeff Citron. El baterista de la banda, Ryan Torf, se encargó de la ingeniería adicional de las pistas. Jon Markson mezcló las grabaciones, con la ayuda de Rich Costey, antes de que el álbum fuera masterizado por Ted Jensen y Brian Gardner. La portada del álbum fue creada por Nick Dahlen y Rob Chiarappa colaboró con la producción del vídeo.

## Lanzamiento y promoción
El primer sencillo del álbum, "Big Blind", fue lanzado el 4 de agosto de 2023. Fue la primera canción de la banda en casi cinco años. Fue regrabada y remezclada para el álbum. El segundo sencillo, "Letterman", fue lanzado el 21 de marzo de 2024, junto con un video musical y el anuncio oficial del álbum. El tercer sencillo del álbum, "All This Time", fue lanzado el 8 de mayo de 2024. El álbum y un video musical de "Watch You Go" fueron lanzados simultáneamente el 21 de junio de 2024.

## Lista de canciones
| N.º | Título                   | Duración |  |
| 1.  | «All This Time»          | 2:48     |  |
| 2.  | «Watch You Go»           | 2:10     |  |
| 3.  | «Letterman»              | 3:01     |  |
| 4.  | «Jump the Gun»           | 2:35     |  |
| 5.  | «Big Blind»              | 2:27     |  |
| 6.  | «Nothing to Say»         | 2:56     |  |
| 7.  | «Keep You Around»        | 3:50     |  |
| 8.  | «You're Still in My Way» | 2:33     |  |
| 9.  | «White Shores»           | 3:11     |  |
| 10. | «I Want to Disappear»    | 2:36     |  |

## Personal
The Story So Far
- Parker Cannon - voz
- William Levy - guitarra rítmica
- Kevin Geyer - guitarra principal
- Ryan Torf - bajo y batería